# Tunguang
Tunguang (kinesiska: 屯光) är en köping i östra Kina. Den ligger i stadsdistriktet Tunxi i staden Huangshan i provinsen Anhui, omkring 260 kilometer sydost om provinshuvudstaden Hefei. Antalet invånare är 47480. Befolkningen består av 23 586 kvinnor och 23 894 män. Barn under 15 år utgör 12,0 %, vuxna 15-64 år 79 %, och äldre över 65 år 8,0 %.